# Jan Michał Dąbrowski (generał)
Jan Michał Henryk Dąbrowski (ur. 17 kwietnia 1783 w Dreźnie, zm. 23 lutego 1827 w Warszawie) – tytularny generał brygady armii Księstwa Warszawskiego.
Syn Jana Henryka Dąbrowskiego, Urodził się z pierwszego małżeństwa z Gustawą Henryką Rackel. Jan Henryk po owdowieniu ponownie ożenił się z Barbarą Chłapowską i z tego związku pochodzi Bogusława (po mężu Mańkowska) i Bronisław. Jego przyrodnia siostra, Bogusława Mańkowska, była pisarką. Od lat najmłodszych towarzyszył ojcu w tułaczce. Formalnie od 1797 służył w Legionach Polskich we Włoszech, faktycznie przebywał w renomowanych zakładach naukowo-wychowawczych, dzięki czemu zdobył wykształcenie prawnicze i opanował cztery języki.
Jako pułkownik i dowódca pułku strzelców konnych walczył w 1806 w kampanii pruskiej na Pomorzu. Ciężko ranny pod Tczewem. W wyniku pourazowych komplikacji musiał opuścić służbę. W 1807 książę warszawski Fryderyk August nadał mu stopień generała i godność szambelana. Ożenił się z Karoliną Wilkanowską w parafii Gieczno koło Zgierza (1808). W 1809 w Wielkopolsce współtworzył siły przeciwko Cesarstwu Austrii. Przez pewien czas prezes sądu wojskowego w Warszawie.
Poseł na Sejm Księstwa Warszawskiego w latach 1809, 1811 i 1812 z powiatu pyzdrskiego, departamentu poznańskiego.
Był odznaczony Krzyżem Kawalerskim Orderu Virtuti Militari (1808), Krzyżem Kawalerskim Orderu Legii Honorowej (1807) oraz Krzyżem Kawalerskim Orderu Korony Żelaznej (1806).